# Lukeville
Lukeville es una pequeña población fronteriza ubicada en el estado de Arizona, Estados Unidos, ubicada en la frontera de Estados Unidos y México, frente a la población mexicana de Sonoyta, Sonora. Sus coordenadas son 31°52′54″N 112°48′57″O / 31.88167, -112.81583 y forma parte del Condado de Pima.
La población consiste en el punto fronterizo con Sonoyta, una gasolinera, una tienda libre de impuestos y algunos outlets y una terminal de autobuses con salidas hacia Phoenix y Tucson. El pueblo es el punto final de la Carretera Estatal 85 de Arizona, que enlaza con la Carretera Federal 8 de México y que lo comunica con Puerto Peñasco. 
Lukeville está localizada enteramente dentro del Monumento Nacional Organ Pipe Cactus.

## Descripción
La comunidad se encuentra en el cruce fronterizo del puerto de entrada de Lukeville hacia Sonoyta, Sonora, México. Es el término de la Ruta Estatal 85 y se encuentra completamente dentro del Monumento Nacional Organ Pipe Cactus. Hay un lugar de parada para los autobuses que se dirigen a Phoenix y Tucson, junto con una oficina de correos y una tienda libre de impuestos.
Su población era de aproximadamente 35 habitantes en el censo de 2000, de los cuales 27 (77%) eran hispanos o latinos.
En 2019 se inició un proyecto para reemplazar partes de la barrera entre México y Estados Unidos en esta área.
Lukeville no está en un distrito escolar. El distrito más cercano es el Distrito Escolar Unificado de Ajo.

## Clima
Esta zona tiene una gran cantidad de sol durante todo el año debido a su aire descendente estable y su alta presión.  De acuerdo con el sistema de clasificación climática de Köppen, Lukeville tiene un clima desértico, abreviado "BWh" en los mapas climáticos.